# La sposa cadavere
La sposa cadavere (Corpse Bride) è un film d'animazione del 2005 diretto da Tim Burton e Mike Johnson.
La pellicola è liberamente ispirata alla versione ebraico-russa del XIX secolo di una più antica storia folkloristica ebraica, trasposta in un'epoca immaginaria simile all'era vittoriana.
Per il regista Burton è il secondo lungometraggio realizzato con la tecnica dell'animazione stop motion, dopo il precedente Nightmare Before Christmas, che produsse solamente e che fu diretto da Henry Selick. Questo è anche il primo film in stop-motion di Burton distribuito dalla Warner Bros. Pictures. È dedicato al produttore esecutivo Joe Ranft, morto in un incidente stradale durante la produzione.
È stato un successo di critica e commerciale, incassando $ 118 milioni in tutto il mondo contro il suo budget di $ 40 milioni e ha ricevuto elogi per le animazioni, i personaggi, le canzoni e l'umorismo. È stato candidato all'Oscar come miglior film d'animazione (venendo però battuto da Wallace & Gromit - La maledizione del coniglio mannaro, della DreamWorks con la Aardman).

## Trama
Inghilterra, XIX secolo. Il giovane Victor Van Dort sta per sposarsi con Victoria Everglot: il loro matrimonio, in realtà combinato, è nato dall'esigenza della famiglia Everglot, dei nobili di antica stirpe ormai in decadenza, di evitare la rovina economica grazie all'unione con la famiglia Van Dort, dei facoltosi mercanti di pesce, nonché membri dell'alta borghesia e bramosi di elevare la propria condizione sociale. L'incontro tra le due famiglie permette ai due giovani promessi sposi di conoscersi: contrariamente a ogni aspettativa, i due si piacciono al punto da innamorarsi l'uno dell'altra. Ma durante le prove della cerimonia, Victor si mostra piuttosto nervoso ed impacciato, al punto da sbagliare ogni gesto e ogni parola del giuramento e finendo per dare involontariamente fuoco al vestito dell'austera signora Everglot. Il matrimonio viene così annullato e rinviato fino a quando Victor non avrà imparato perfettamente i voti nuziali.
Di fronte allo sguardo furibondo del prete e degli invitati, Victor fugge via e si ritrova a passeggiare nella foresta senza una meta precisa, cercando di imparare il giuramento. Preso da un'improvvisa ispirazione, Victor pronuncia senza esitazioni la promessa matrimoniale e suggella il voto infilando l'anello ad un ramo contorto, che in realtà si rivela essere lo scheletro di una mano. La terra inizia a tremare ed emerge il cadavere di una giovane donna vestita da sposa. Spaventato, Victor scappa via, ma viene inseguito dalla defunta fino a essere raggiunto e portato nel mondo dei morti.
Risvegliatosi in quello strano luogo, pullulante di zombi e scheletri, Victor chiede delle spiegazioni. A quel punto Boonjangles, un cantante jazzista scheletro con un occhio solo, inizia così a narrare la triste storia della Sposa Cadavere attraverso la canzone "Il jazz dell'aldilà". La ragazza, di nome Emily, si innamorò perdutamente di un giovane forestiero che la sedusse e la spinse a fuggire con lui per sposarsi in segreto. Presentatasi in piena notte all'appuntamento convenuto con indosso l'abito da sposa e con dei gioielli di famiglia trafugati, lo aspettò per ore solo per venire aggredita e uccisa proprio dall'amato, che prima di fuggire la derubò di tutti i gioielli. La ragazza venne così intrappolata in un limbo nell'eterna attesa di udire quel giuramento di matrimonio che aveva tanto atteso quella notte. Quando sentì il voto nuziale di Victor, infatti, Emily credette che fosse rivolto a lei, ritenendosi da quel momento sua moglie.
Seppur dispiaciuto per il crudele destino della ragazza, Victor desidera tornare dalla sua amata Victoria e così convince Emily a trovare un modo per tornare nel mondo dei vivi con la scusa di volerla far conoscere ai suoi genitori. La ragazza gli crede e acconsente, chiedendo ad un saggio locale un incantesimo di ritorno. Una volta tornati fra i vivi, però, Victor la abbandona nel bosco e si reca da Victoria per raccontarle tutto, scoprendo intanto che si è sparsa la notizia che egli è apparentemente scappato con una donna dopo che l'araldo ha visto in lontananza Victor abbracciato a una donna in abito da sposa. Nonostante la stranezza del racconto, Victoria gli crede, anche perché la Sposa Cadavere, impaziente di aspettare, giunge sul posto. Appena li vede insieme, oramai certa di essere stata ingannata, una furente Emily riporta Victor nel mondo dei morti. In fondo al suo cuore però, Emily capisce benissimo il gesto di Victor e lo perdona; capisce infatti che non può competere con Victoria, se non altro per un'unica cosa che a lei manca: la vita.
Nel frattempo Victoria è ben decisa ad aiutare il suo fidanzato, così racconta ai suoi genitori ciò che è accaduto a Victor; non credendole, questi ultimi la rinchiudono a chiave in camera sua. Victoria allora fugge di casa per chiedere aiuto al prete, ma anche lui non le crede e, accusandola di sacrilegio, la riporta dai genitori. Già angosciata per la grottesca situazione, Victoria viene a sapere che l'indomani sposerà un altro uomo: gli Everglot, pensando che Victor se ne sia andato senza fare mai più ritorno, hanno infatti deciso di darla in sposa a Lord Barkis, un uomo che a quanto pare sta cercando una moglie con cui dividere il suo enorme patrimonio. Nonostante cerchi di opporsi, Victoria alla fine è costretta ad acconsentire al matrimonio, pena la disastrosa caduta in rovina dell'intera famiglia.
Nel regno dei morti, intanto, Victor incontra Mayhew, il cocchiere di famiglia da poco deceduto, da cui apprende la notizia delle imminenti nozze di Victoria. Non avendo più nulla per cui lottare, Victor decide di accettare la sua nuova vita: casualmente scopre che le sue nozze con la Sposa Cadavere sono nulle perché, come il saggio ricorda, il matrimonio dura "finché morte non vi separi", evento che ha preso luogo sin dalla morte di Emily. Se tale matrimonio va reso ufficiale, Victor ed Emily dovranno ritornare nel mondo dei vivi e ripetere i voti, e lo sposo dovrà bere il "Vino del Tempo dei Tempi", cioè veleno. Emily non si sente di fare un altro torto a Victor, ma egli accetta le condizioni e invita tutti i deceduti alle nozze.
I defunti fanno la loro apparizione fra i vivi uscendo dal camino della casa degli Everglot, che nel frattempo stanno festeggiando le nozze appena celebrate tra Victoria e Lord Barkis. Inizialmente i vivi sono terrorizzati dai morti che vagano per la terra, ma poi il terrore viene placato quando tutti riconoscono nei cadaveri i loro cari amici e parenti defunti. Nello scompiglio generale, Lord Barkis costringe Victoria a scappare con la sua dote, ma la ragazza rende noto il motivo dell'unione, facendo infuriare il novello sposo, quindi segue la folla fino alla cappella del cimitero, dove assiste alle nozze del suo fidanzato con Emily. Mentre sta per fare il suo giuramento, Emily nota il volto di Victoria e capisce che sta rubando la felicità ad un'altra ragazza: a quel punto Emily proibisce a Victor di bere il veleno perché anche se lo ama lui merita di stare con la sua fidanzata.
Mentre Emily riunisce Victor e Victoria, entra improvvisamente nella chiesa Lord Barkis, che ricorda che la ragazza è già sposata con lui. In quel momento, Emily lo riconosce come il suo precedente fidanzato, nonché suo assassino: si scopre così la sua natura avida e senza scrupoli, quella di un uomo squattrinato a caccia di doti e nient'altro. Victor e Lord Barkis danno così vita a un furibondo duello per proteggere Victoria, con Emily che interviene per salvare la vita di Victor. Anche i morti presenti vorrebbero dare all'uomo una lezione, ma il defunto saggio ricorda che i morti non possono nuocere ai vivi. Beffardamente, Barkis decide di andarsene, ma non prima di brindare con il calice di Victor, ignaro del suo contenuto, alla sua ex: «A Emily: sempre la damigella e mai la sposa». Dopo qualche passo, Lord Barkis si accascia per poi diventare morto anche lui come Emily e permettendo agli altri morti di punirlo per i suoi crimini.
Ormai liberata dal suo tormento, Emily scioglie Victor dal suo voto di sposarla e gli restituisce il suo anello, permettendogli di sposare Victoria e ringraziandolo per averle reso la libertà e l'eterno riposo. Mentre esce dalla chiesa, Emily entra al chiaro di luna, dove si dissolve in uno sciame di farfalle e vola nel cielo, trovando la pace; Victor e Victoria intanto assistono alla scena e si abbracciano.

## Personaggi
- Victor Van Dort: è il figlio di William e Nell Van Dort, egli è fidanzato con Victoria Everglot per motivi sociali e finanziari. I suoi genitori sono mercanti di pesce arricchiti di recente. Fugge nella foresta dopo aver rovinato la prova delle nozze, e lì involontariamente risveglia Emily, la "sposa cadavere", che lo trascina nel regno dei morti. Solo alla fine accetta il matrimonio, e quest'ultima lo libererà dal giuramento, così da poter sposare Victoria. E' molto bravo a suonare il pianoforte e disegnare le farfalle (come si vede nella scena iniziale). E' un bel ragazzo, sensibile, gentile e di buon carattere, ma allo stesso tempo è anche molto timido, nervoso, un po' maldestro e che tende a balbettare, sebbene questi ultimi tratti si attenuano col procedere del film.
- Emily: è la sposa cadavere, autoproclamata moglie di Victor. E' una giovane donna defunta, molto bella, aggrazziata, gentile, dolce e un po' ingenua, con la passione per la musica e la danza; è stata derubata e uccisa dal suo fidanzato Lord Barkis Bittern. L'abito che indossa apparteneva a sua madre. Inizialmente amava Victor, ma il sentimento non era reciproco, e lei, non volendo portarlo via da colei che Victor ama realmente, decide di rinunciare a lui e permette ad entrambi di congiungere i loro fati, ed ottiene la sua meritata libertà.
- Victoria Everglot: è la fidanzata vivente di Victor, bella, dolce, un po' timida e dai modi pacati, trattata con freddezza dai genitori. Nonostante sia una romantica, dato che voleva sposarsi per amore e si è innamorata a prima vista di Victor, Victoria è silenziosa e rispettosa. Quando i tempi lo richiedono, mostra una vena di coraggio, determinazione e ribellione. Victoria è la prima a vedere Emily, ma quando cerca aiuto per liberare Victor viene data per matta, sia dai genitori, sia dal prete del villaggio. Dopo essersi maritata con Lord Barkis, rimane vedova e può sposare Victor, anche grazie ad Emily.
- Lord Barkis Bittern: è l'antagonista principale, un affascinante ma omicida truffatore, deciso a sposare donne per ucciderle e guadagnare la loro fortuna. Inizialmente si presenta come un aristocratico di classe, sicuro di sé e intelligente, ma dietro questa facciata è anche avido, orgoglioso, arrogante e manipolatore. Alla fine si rivela essere l'ex fidanzato e assassino di Emily; quando si confronta con lei, non mostra alcun rimorso per le sue azioni e la schernisce persino crudelmente.
- Maudeline e Finis Everglot: sono i genitori non amorevoli di Victoria, una coppia di nobili decaduti. La madre, Maudeline, è alta e magra, mentre il padre, Finis, è basso e obeso.
- Nell e William Van Dort: sono i genitori di Victor, una coppia di borghesi arricchiti che aspirano ad entrare nell'aristocrazia. Commerciano pesci e hanno un cocchiere di nome Mayhew. La madre Nell è socialmente ambiziosa, mentre il padre William è distratto e privo di tatto.
- Saggio Gutknecht: è lo scheletro più vecchio del regno dei morti. Usa un incantesimo per far visitare il regno dei viventi e celebra le nozze fra Emily e Victor.
- Bonejangles: è uno scheletro jazzista, vivace e con un occhio solo, che narra la storia di Emily.
- Pastore Galswells: è il severo e intransigente prete del paese, che celebra il matrimonio di Victor e Victoria.
- Maggot: è il verme sarcastico che inizialmente "abita" nella testa di Emily e agisce come la sua coscienza. È una caricatura di Peter Lorre.
- Paul: è il capo-cameriere della locanda dell'aldilà. È una testa parlante sorretta da un gruppo di scarafaggi ed è caratterizzato da un accento francese.
- Mayhew: è il cocchiere della famiglia Van Dort, che soffre di tosse persistente, che sarà la causa della sua morte.
- Alfred: è il cadavere di un vecchio aristocratico, sempre con la pipa in mano. Durante le nozze ha modo di riunirsi alla sua viva consorte Gertrude.
- Napoleone e Bonesapart: sono due generali del regno dei morti, il primo è morto con un colpo di spada al fianco, il secondo è morto per una cannonata al petto. Durante l'ultima canzone dicono di dover difendere Emily da chi la può offendere o ferire.
- Hildegarde ed Emil: sono i due servi degli Everglot. La prima è l'anziana domestica di Victoria che, a differenza dei genitori, è più materna e gentile con la ragazza. Il secondo è il maggiordomo di casa Everglot.

## La leggenda
Le origini della storia su cui si basa il film si possono rintracciare nel racconto intitolato Il dito del rabbino Isaac ben Solomon Luria di Safed, un letterato-mistico vissuto nel XVI secolo.
Nell'adattamento russo-ebraico del XIX secolo, una donna viene uccisa nel giorno del suo matrimonio e viene sepolta col suo vestito da sposa. Successivamente, un uomo in procinto di sposarsi vede il suo anulare che fuoriesce dalla terra e pensa che sia un ramo contorto. Come per scherzo, mette la fede destinata alla moglie sul dito dello scheletro e comincia a danzarci intorno, cantando e recitando i sacramenti matrimoniali. Il corpo della donna emerge dalla terra (con l'anello dell'uomo al dito) e si presenta a lui come sua moglie. Sarà la sposa viva dell'uomo a supplicare la defunta di lasciarla sposare suo marito come dovuto, promettendole di crescere i loro futuri bambini anche in suo onore. Allora la defunta, commossa, le restituisce l'anello e accetta il patto, per poi tornare nel Regno dei Morti. I due fidanzati possono finalmente sposarsi.
L'adattamento folcloristico del racconto cinquecentesco nacque nel pogrom antisemita russo del XIX secolo, nel quale si diceva che le giovani donne in procinto di sposarsi venivano strappate dalle loro carrozze e uccise. Il racconto solitamente termina con i rabbini che decidono di annullare il matrimonio col cadavere, mentre la moglie vivente giura di vivere il matrimonio in memoria del cadavere, come da antica tradizione ebraica (secondo cui si deve sia onorare i morti durante la vita, sia la buona volontà dei vivi).
Un motivo simile è stato usato anche da Prosper Mérimée nella sua storia La Venere d'Ille, dove il ruolo della sposa cadavere è stato affidato all'antica statua di Venere.
Un altro racconto correlato è Die Todtenbraut di Friedrich August Schulze, (dal volume II del suo Gespensterbuch, 1810), poi tradotto in francese nel 1812 da Jean-Baptiste Benoît Eyriès con il titolo La Morte fiancée e inserito nell'antologia di otto racconti di fantasmi intitolata Fantasmagoriana; il racconto, col titolo La Sposa Cadavere, è stato anche pubblicato singolarmente, a cura di Enrico De Luca, da Caravaggio Editore nel 2024.
A partire dal IV secolo il tema allegorico delle due spose, una vivente e una morta, si ritrova spesso nei primi antichi periodi del Cristianesimo (specialmente quello monastico).

## Produzione
La sposa cadavere è il primo film d'animazione a essere stato ripreso con camere fisse. I precedenti film stop-motion (come Galline in fuga dell'Aardman Animations) furono riprese con cineprese Mitchell modificate, le stesse vecchie cineprese usate per King Kong. Come confermato dalla rivista American Cinematographer (ottobre 2005), le telecamere scelte per la produzione del film furono delle Canon EOS-1D Mark II, un tipo di digital single-lens reflex, realizzando così il primo film in stop-motion girato in digitale. Fu necessario un lavoro addizionale per sviluppare sistemi che permettessero un posizionamento appropriato delle cineprese, il montaggio delle lenti ottiche Nikon e l'anteprima delle scene in camera.
La sposa cadavere è stato anche il primo film animato in stop-motion a usare Final Cut Pro della Apple. Per dare alla pellicola la tradizionale visione di un comune film, ogni immagine è stata elaborata con un profilo di colore basato su un tipo di pellicola usata nei lungometraggi.
Fu anche il primo film animato in stop-motion a usare la nuova tecnica gear and paddle per le teste dei pupazzi utilizzati. Questa tecnica consiste nell'utilizzare un complesso sistema di ingranaggi (gear) da inserire all'interno della testa del personaggio. I vari meccanismi vengono attaccati a delle pale (paddle) esterne. Muovendo i meccanismi e inserendo una brugola dentro piccoli fori localizzati sulla testa dei pupazzi e nelle orecchie, le pale si muovono, cambiando l'espressione facciale del personaggio. Ciò permise di ottenere una migliore mimica facciale (in sintonia con le diverse emozioni) rispetto al vecchio stile di rimpiazzamento delle teste, grazie anche all'utilizzo di una soffice "pelle" con cui venivano rivestiti i pupazzi, dando al personaggio un aspetto più naturale.
I pupazzi furono costruiti ad Altrincham, vicino a Manchester, dai costruttori di pupazzi della Mackinnon and Saunders, già autori dei pupazzi utilizzati in un altro film di Burton (Mars Attacks!), come anche di quelli usati per molte serie animate britanniche, come Bob the Builder (Hit Entertainment), Andy Pandy (Cosgrove Hall) e Pingu (Hit Entertainment).

## Colonna sonora
La colonna sonora è realizzata da Danny Elfman  e pubblicata il 20 settembre 2005. Elfman, inoltre, canta il pezzo Remains of the day nei panni di Bonejangles, lo scheletro leader del gruppo musicale jazz.
Il brano che accompagna la scena in cui i morti si abbracciano con i vivi (che li riconoscono come loro defunti parenti/compagni) richiama il "tema d'amore" di Romeo e Giulietta di Čajkovskij e il tema Tara, il famoso brano del film Via col vento.

## Distribuzione
Il film è stato presentato in anteprima, fuori concorso, alla 62ª Mostra internazionale d'arte cinematografica di Venezia il 7 settembre 2005. Venne poi distribuito nelle sale statunitensi il 23 settembre dello stesso anno e il 28 ottobre in quelle italiane.

## Accoglienza

### Incassi
La sposa cadavere ha incassato $ 53,359,111 nel Nord America e $ 64,731,725 in altri territori, per un totale mondiale di $ 118,090,836.
In Nord America, il film è arrivato al numero due nel suo primo fine settimana, con $ 19.145.480, dietro Flightplan. Nel suo secondo fine settimana, il film è sceso al numero tre, incassando altri $ 10.033.257. Nel suo terzo fine settimana, il film è sceso al numero sei, incassando $ 6.511.336. Nel suo quarto fine settimana, il film è sceso al numero nove, incassando $ 3.577.465.
Gli incassi maggiori sono avvenuti in Francia, Regno Unito e Giappone, dove il film ha incassato rispettivamente $ 8,88 milioni, $ 8,57 milioni e $ 7,1 milioni.

### Critica
Su Rotten Tomatoes ha un indice di gradimento dell'84% con una media di 7,20/10 basata su 198 recensioni; il consenso del sito web recita: "Come ci si può aspettare da un film di Tim Burton, La sposa cadavere è stravagantemente macabro, visivamente fantasioso ed emotivamente agrodolce." Un altro aggregatore, Metacritic, che assegna una valutazione su 100 in base alle migliori recensioni della critica mainstream, ha calcolato un punteggio di 83 basato su 35 recensioni, indicando "un plauso universale". Nel 2008, l'American Film Institute ha nominato questo film nella sua lista dei 10 migliori film d'animazione.
Justin Chang di Variety ha dato al film una recensione positiva, scrivendo: "Questo macabro musical su un giovane sposo che sposa erroneamente una ragazza dall'oltretomba è un Frankenstein teneramente schizoide, di volta in volta inesorabilmente vivace e cupamente commovente". Kirk Honeycutt di The Hollywood Reporter ha dato al film una recensione positiva, definendolo "Un meraviglioso volo di fantasia, un trattamento animato in stop-motion pieno di personaggi fantasiosi, set evocativi, umorismo sornione, canzoni ispirate e una genuina fantasia che raramente trova la sua strada nei film di oggi".
Owen Gleiberman di Entertainment Weekly ha dato al film una B, dicendo "Come risultato nella macabra magia visiva, La sposa cadavere di Tim Burton deve essere considerata una sorta di meraviglia". Manohla Dargis del New York Times ha dato al film 4 stelle su 5, dicendo "La fissazione rinvigorita del cinema per i morti viventi suggerisce che siamo in preda a un desiderio impossibile, o forse è solo un altro ciclo di film che fa il suo corso. In ogni caso, c'è qualcosa di incoraggiante nell'amore del signor Burton per le ossa e il marciume qui, se non altro perché suggerisce, nonostante alcune recenti prove, che non è ancora pronto ad abbandonare il suo regno oscuro".
Andrew Sarris di The New York Observer ha dato al film una recensione negativa, scrivendo "La sposa cadavere si rivela essere un ponderoso miscuglio di burattini e animazione che è tecnologicamente troppo complesso e laborioso per questo critico irrimediabilmente luddista". Roger Ebert ha dato al film 3 stelle su 4, definendolo "Una storia dolce e visivamente adorabile di amore perduto".

## Riconoscimenti
- 2006 - Premio Oscar
  - Nomination Miglior film d'animazione a Tim Burton e Mike Johnson
- 2006 - Nastro d'argento
  - Nomination Miglior regista straniero a Tim Burton
- 2005 - National Board of Review Awards
  - Miglior film d'animazione
- 2005 - Satellite Award
  - Nomination Miglior film d'animazione o a tecnica mista
  - Nomination Miglior colonna sonora originale a Danny Elfman
- 2005 - Festival di Venezia
  - Future Film Festival Digital Award a Mike Johnson e Tim Burton
- 2006 - Saturn Award
  - Miglior film d'animazione
- 2006 - Critics' Choice Movie Award
  - Nomination Miglior film d'animazione
- 2006 - Annie Awards
  - Ub Iwerks Award per i conseguimenti tecnici
  - Nomination Miglior film d'animazione
  - Nomination Miglior regia a Mike Johnson e Tim Burton
  - Nomination Miglior scenografia a Carlos Grangel
- 2006 - Scream Award
  - Nomination Miglior film fantasy
- 2006 - Kids' Choice Award
  - Nomination Miglior doppiaggio a Johnny Depp

- 2006 - Golden Reel Award
  - Nomination Miglior montaggio sonoro in un film d'animazione a Eddy Joseph, Martin Cantwell, Harry Barnes, Tony Currie, Michael Higham, Shie Rozow, Steve Boeddeker, Colin Ritchie, Simon Chase, Paul Hanks e Ian Waggott
- 2005 - New York Film Critics Circle Awards
  - Nomination Miglior film d'animazione
- 2005 - Southeastern Film Critics Association Awards
  - Nomination Miglior film d'animazione
- 2006 - Young Artist Awards
  - Nomination Miglior film d'animazione per la famiglia
- 2006 - Argentinean Film Critics Association Awards
  - Nomination Miglior film straniero non in lingua spagnola a Tim Burton
- 2006 - British Animation Awards
  - Miglior film a Mike Johnson e Tim Burton
- 2006 - Fangoria Chainsaw Awards
  - Nomination Premio Speciale
- 2006 - Online Film Critics Society Awards
  - Nomination Miglior film d'animazione
- 2006 - PGA Awards
  - Nomination Miglior produttore a Tim Burton e Allison Abbate
- 2005 - Washington DC Area Film Critics Association Awards
  - Nomination Miglior film d'animazione